# Lineáris arboricitás
A matematika, azon belül a gráfelmélet területén egy irányítatlan gráf lineáris arboricitása (linear arboricity) azon lineáris erdők minimális száma, melyekbe a gráf élei felbonthatók. Itt a lineáris erdő alatt olyan körmentes gráf értendő, melynek maximális fokszáma kettő, tehát útgráfok diszjunkt uniójaként áll elő.
Egy {\displaystyle \Delta } maximális fokszámú {\displaystyle G} gráf lineáris arboricitása legalább {\displaystyle \lceil \Delta /2\rceil }, hiszen egy maximális fokszámú csúcs élei közül minden lineáris erdő kettőt használhat fel. (Akiyama, Exoo & Harary 1981) lineáris arboricitási sejtése (vagy Akijama-sejtés) szerint ez az alsó korlát éles, és minden gráf lineáris arboricitása legfeljebb {\displaystyle \lceil (\Delta +1)/2\rceil }. Ezt azonban egyelőre nem sikerült bizonyítani, az ismert legjobb érvényes felső korlát ennél nagyobb: 
{\displaystyle \Delta /2+O(\Delta ^{2/3}(\log \Delta )^{1/3})}.
Egy reguláris gráfban a lineáris arboricitás nem lehet egyenlő {\displaystyle \Delta /2}-vel, mivel minden útra igaz, hogy a lineáris erdők valamelyikében nem lenne két szomszédos éle, amit abban az erdőben felhasználtunk. Ezért reguláris gráfokban a lineáris arboricitási sejtés szerint a lineáris arboricitás értéke pontosan {\displaystyle \lceil (\Delta +1)/2\rceil }.
A lineáris arboricitás az arboricitás egy változata – az arboricitás alatt az erdők minimális számát értjük, amire a gráf élei felbonthatók. Vizsgálták a lineáris arboricitás azon változatát, ahol a lineáris erdő egy-egy útja legfeljebb k éllel rendelkezhet, ez a lineáris k-arboricitás.
A polinom időben meghatározható arboricitástól eltérően a lineáris arboricitás kiszámítása NP-nehéz. Még a kettő lineáris arboricitású gráfok felismerése is NP-teljes. 3-reguláris gráfok és egyéb 3 maximális fokszámú gráfok lineáris arboricitása mindig kettő, és a két lineáris erdőre való felbontás mélységi keresési algoritmussal lineáris időben elvégezhető.

## Fordítás
- Ez a szócikk részben vagy egészben a Linear arboricity című angol Wikipédia-szócikk ezen változatának fordításán alapul.  Az eredeti cikk szerkesztőit annak laptörténete sorolja fel. Ez a jelzés csupán a megfogalmazás eredetét és a szerzői jogokat jelzi, nem szolgál a cikkben szereplő információk forrásmegjelöléseként.